# ITF Nottingham-2
Das ITF Nottingham-2 (offiziell: AEGON Nottingham Challenge) war ein Tennisturnier des ITF Women’s Circuit, das in Nottingham, Vereinigtes Königreich ausgetragen wurde.

## Siegerliste

### Einzel
| Jahr                    | Siegerin          | Finalgegnerin    | Ergebnis  |
| ----------------------- | ----------------- | ---------------- | --------- |
| ↓ Kategorie: $100.000 ↓ |                   |                  |           |
| 2011                    | Elena Baltacha    | Petra Cetkovská  | 7:5, 6:3  |
| ↓ Kategorie: $50.000 ↓  |                   |                  |           |
| 2012                    | Ashleigh Barty    | Tatjana Malek    | 6:1, 6:1  |
| 2013                    | Elena Baltacha    | Tadeja Majerič   | 7:5, 7:67 |
| 2014                    | Jarmila Gajdošová | Timea Bacsinszky | 6:2, 6:2  |

### Doppel
| Jahr                    | Siegerinnen                       | Finalgegnerinnen                    | Ergebnis          |
| ----------------------- | --------------------------------- | ----------------------------------- | ----------------- |
| ↓ Kategorie: $100.000 ↓ |                                   |                                     |                   |
| 2011                    | Eva Birnerová Petra Cetkovská     | Regina Kulikowa Jewgenija Rodina    | 6:3, 6:2          |
| ↓ Kategorie: $50.000 ↓  |                                   |                                     |                   |
| 2012                    | Ashleigh Barty Sally Peers        | Réka Luca Jani Maria João Koehler   | 7:62, 3:6, [10:5] |
| 2013                    | Julie Coin Stéphanie Foretz Gacon | Julia Glushko Erika Sema            | 6:2, 6:4          |
| 2014                    | Jarmila Gajdošová Arina Rodionova | Verónica Cepede Royg Stephanie Vogt | 7:60, 6:1         |

## Quelle
- ITF Homepage